# Eisai i foní
Eisai i foní (en griego Είσαι η φωνή, «Eres la voz») es el cuarto single del disco Vrisko to logo na zo de la cantante griega Helena Paparizou.

## Videoclip
El videoclip de la canción es la interpretación que realizó Helena Paparizou en el concierto que hizo en el Teatro Vrahon durante la gira que realizó en el verano del 2008.